# Beardfish
A Beardfish egy svéd progresszív metal/rock együttes volt 2001 és 2016 között.

## Története
Az eredeti felállás a következő volt: Rikard Sjobolm – ének, David Zackrisson – gitár, Gabriel Olsson – basszusgitár és Petter Diamant – dob. Diamantot még megalakulásuk évében, 2001-ben Magnus Östgren váltotta le. 2002-ben újabb tag csatlakozott a zenekarhoz, Stefan Aronsson személyében. Ugyanebben az évben ő is kiszállt az együttesből, és Robert Hansen került a helyére. Ezzel a felállással született meg első nagylemezük, amelyet 2003-ban dobtak piacra. Ezt követően Aronsson is elhagyta a zenekart, így négytagúvá vált a Beardfish, és ebben a formában működtek 2016-os feloszlásukig. 2005-ben második albumukat jelentették meg, majd 2006-ban feliratkoztak az InsideOut Music kiadóhoz. Azóta még hat nagylemezt adtak ki, a 2015-ös "+4626-COMFORTZONE" volt az utolsó albumuk. 2016 júliusában hivatalosan is bejelentették feloszlásukat.
Fő zenei hatásukként a King Crimsont és a Gentle Giantet tették meg.

## Tagjai
- Rikard Sjöbolm - ének, billentyűk, gitár (2001-2016)
- David Zackrisson - gitár (2001-2016)
- Magnus Östgren - dob (2001-2016)
- Robert Hansen - basszusgitár (2002-2016)

## Korábbi tagok
- Gabriel Olsson - basszusgitár (2001-2002)
- Petter Diamant - dob (2001)
- Stefan Aronsson - billentyűk, gitár, furulya (2002-2003)

## Diszkográfia
- Från en plats du ej kan se... (2003)
- The Sane Day (2005)
- Sleeping in Traffic: Part One (2007)
- Sleeping in Traffic: Part Two (2008)
- Destined Solitaire (2009)
- Mammoth (2011)
- The Void (2012)
- +4626-COMFORTZONE (2015)